# Анка Григораш
Анка Григораш (рум. Anca Grigoraş, нар. 8 листопада 1957) — румунська гімнастка, призер Олімпійських ігор. Після шлюбу виступала під прізвищем Міхейлеску (рум. Mihăilescu).
Народилася у 1957 році в Коменешть. У 1972 році взяла участь в Олімпійських іграх у Мюнхені, але не завоювала нагород. У 1973 році стала бронзовим призером чемпіонату Європи. У 1976 році на Олімпійських іграх в Монреалі стала володаркою срібної медалі. У 1978 році стала срібною призеркою чемпіонату світу.
З 1990 року стала технічною директоркою Румунської федерації гімнастики.